# El nuevo mundo
El Nuevo Mundo es una película del año 2005, que representa el desembarco de los ingleses y posterior fundación de Jamestown (Virginia), es una versión de la historia de John Smith, John Rolfe y Pocahontas. El guion está entrelazado con escenas documentales. Dirigida por Terrence Malick, sus protagonistas son Colin Farrell, como el capitán John Smith, Christian Bale, como John Rolfe, y Q'orianka Kilcher, como Pocahontas.

## Trama
En el año 1607 la London Virginia Company inglesa fleta tres barcos con el objetivo de buscar tesoros en los nuevos territorios de América. Allí, a orillas del río James fundaran la ciudad de Jamestown. El capitán John Smith organiza una expedición en busca de comida a través del río Chickahominy. Sin embargo, la expedición es atacada por los indígenas powhatan, que acaban con todos, salvo el propio John Smith, que es conducido prisionero a la aldea, en la que conocerá a la hija del Jefe Powhatan, Pocahontas. 
Pocahontas (cuyo nombre no se menciona) convence a su padre de que Smith es un hombre de buenas intenciones y que le deje vivir. De paso esta princesa indígena se enamora perdidamente del cautivo, quien es dejado en libre tránsito en el poblado y aprende las costumbres de los nativos. Smith promete sólo quedarse hasta la primavera.
Tras una larga estancia en el poblado, regresará a Jamestown, al regresar se encuentra con su verdadera realidad y contraste de espíritu entre los hombres del nuevo mundo y los suyos. 
El invierno es fatal para los ingleses y estos comienzan a morirse de hambre, cuando la situación es angustiosa, los powathan liderados por la princesa indígena los salvan de morir de inanición al traerles alimentos, Pocahontas busca además ver a su amado pero este le menciona que no debe confiarse de él. Pocahontas no entiende el mensaje.
Llega la primavera y los powhatan se dan cuenta de que los ingleses no tienen la menor intención de irse. Mientras tanto Pocahontas es expulsada de su propia aldea y busca a su amado John Smith pero este es enviado a Terranova y se le da por muerto. Pocahontas sufre la desdicha y queda huérfana en la aldea donde una mujer la cuida y la trata con consideraciones. 
Un pionero recién llegado llamado John Rolfe (Christian Bale) se enamora de ella y terminan casándose, al igual que Pocahontas.  
Años más tarde Pocahontas (ahora bautizada con el nombre de Rebecca) escucha que Smith vive y está en Inglaterra. Su esposo le anuncia que el rey le ha hecho una invitación para conocerla en Inglaterra, ella acepta irse a vivir allá con la remota esperanza de ver a Smith. 
Viajará a Inglaterra y será presentada en la Corte, donde es bien recibida de acuerdo a su linaje. En ese país volverá a encontrarse con John Smith (un encuentro que propicia su esposo con la esperanza de que si lo vuelve a ver ella estará en paz), quien termina por desencantarla, a lo que ella se enamora de John Rolfe y le dice que es el hombre que espero. Luego de ese encuentro Smith desaparece para siempre siendo rechazado por Rebecca, luego ella va donde John Rolfe confesando que lo ama y que quiere volver a casa a lo que ambos se dan un beso apasionado sellando su amor, Pocahontas sigue su vida junto a su esposo y su hijo.
Pero pronto contrae la enfermedad del hombre blanco (viruela) y muere. Rebecca es enterrada en Inglaterra y tiempo después John Rolfe y su hijo Thomas parten hacia América Estados Unidos.